# Francis Cornwall Sherman

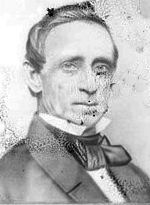
Francis Cornwall Sherman

Francis Cornwall Sherman (* 18. September 1805 in Newtown,  Connecticut; † 7. November 1870 in Chicago, Illinois) war ein US-amerikanischer Politiker. In den Jahren 1841 und 1842 sowie zwischen 1862 und 1865 war er Bürgermeister der Stadt Chicago.

## Werdegang
Im April 1834 kam Francis Sherman in die damals noch junge Stadt Chicago. Er arbeitete in der Baubranche und war dort Hersteller von Ziegelsteinen. Später war er zusätzlich in der Hotelbranche tätig. Er eröffnete ein Hotel, das später unter dem Namen Sherman House bekannt wurde und während des Feuers von 1871 zerstört, dann aber wieder aufgebaut wurde. Gleichzeitig schlug er als Mitglied der Demokratischen Partei eine politische Laufbahn ein und saß unter anderem im Stadtrat.
1841 wurde Sherman zum Bürgermeister von Chicago gewählt. Dieses Amt bekleidete er zwischen 1841 und 1842. Zwischenzeitlich gehörte er auch der Illinois General Assembly an. Im Jahr 1847 nahm er als Delegierter an einem Verfassungskonvent seines Staates teil; 1862 kandidierte er erfolglos für das US-Repräsentantenhaus. Im selben Jahr wurde er erneut zum Bürgermeister seiner Heimatstadt gewählt. Dieses Amt übte er nach einer Wiederwahl zwischen 1862 und 1865 aus. Während dieser Zeit wurde im Jahr 1863 die Amtszeit des Bürgermeisters von einem auf zwei Jahre verlängert. Überschattet war diese Zeit von den Ereignissen des Bürgerkrieges, die auch Auswirkungen auf die Stadtverwaltung hatten. Sein Sohn Francis (1825–1905) stieg während dieses Krieges zum Brigadegeneral der Freiwilligen im Heer der Union auf.
Nach dem Ende seiner Zeit als Bürgermeister setzte Sherman seine früheren Tätigkeiten in der Bau- und Hotelbranche fort. Er starb am 7. November 1870 in Chicago, wo er auch beigesetzt wurde.